# Ældste
Ældste er en betegnelse som bruges i visse sammenhænge om en person som har et ansvarsfuldt hverv. Betegnelsen ældste henviser som oftest til, at de som har stillingen har nået en vis alder eller modenhed, selv om det ikke nødvendigvis betyder at de rent bogstavligt har nået en bestemt alder.
Betegnelsen har vært brugt både i administrationen i en stat, om personer som har lærerstillinger, om personer som har ledende stillinger i stammer, og om hverv i enkelte religioner. Der er som oftest tale om trossamfund som ikke har præster. Titelen blev benyttet af reformatoren Jean Calvin om medlemmerne af menighedsråd.

## Ældste i Bibelen
Det hebraiske ord zaqẹn og det græske presbỵteros i Bibelen betyder "ældre mand" eller "ældste", og benyttes ofte som en betegnelse for mænd med særligt privilegerede opgaver.